# Institut Cambó
La Fundación Institut Cambó es una institución cultural española creada en la ciudad de Barcelona en 1999. Su sede se encuentra en la Casa Cambó (Vía Layetana, 30). Sus promotores son Helena Cambó y Ramón Guardans (1919-2007). Su objetivo primero es continuar con el legado de Francesc Cambó (1876-1947), con la voluntad de poner al día la obra de mecenazgo impulsada en su momento por líder catalanista.

## Estructura
A tal efecto se estructura en dos ramas:
- Rama de Estudios Clásicos, integrada fundamentalmente por la Colección Fundació Bernat Metge, incluye también la Colección Bíblica Catalana y la Hebraico-Catalana. Promueve la traducción al catalán y la difusión de los grandes textos clásicos griegos y latinos, precristianos o hebraicos, así como su estudio y análisis. En esta línea, ha colaborado con Enciclopèdia Catalana en la publicación, en 2015 del Diccionari Grec-Català. D'Homer al segle II d. C.
- Rama de Estudios Sociales, que potencia el estudio y el debate sobre los grandes temas que ocupan la realidad catalana histórica y actual.

## Reconocimientos
La Generalidad de Cataluña concedió en 1984 la Cruz de Sant Jordi a la Colección Fundació Bernat Metge por su tarea y aportación permanente a la cultura catalana.